# Jorge Taiana
Jorge Enrique Taiana, född 31 maj 1950, är en argentinsk peronistpolitiker, och var Argentinas utrikesminister 2005-2010, i  Néstor Kirchners och Cristina Fernández de Kirchners regeringar. Hans far var Jorge Alberto Taiana, kollega och läkare åt Juan Perón.